# 临江镇 (南通市)
临江镇是中华人民共和国江苏省南通市海门区下辖的一个镇。
2012年11月30日，江苏省人民政府批复同意撤销三厂镇、临江镇，将原三厂镇丁陆、汤西、鹤丰、新丰、刘洪、为民、丰顺7个村委会及大新街居委会与原临江镇所辖区域合并，设立新的临江镇，镇政府驻原临江镇人民路118号。

## 行政区划
临江镇下辖以下村级行政区划单位：
丁陆村、汤西村、新丰村、鹤丰村、刘洪村、为民村、丰顺村、灵甸街社区、坚平村、介云村、江校村、稻香村、灵江村、立周村、元菊村、希圣村、普明村、阳应村、海门市青龙化工园区社区和海门市临甸港化工园区社区。